# Lord-lieutenant du comté de Londres
Ceci est une liste de personnes qui ont servi Lord Lieutenant du County of London.
Le poste a été créé en 1889, absorbant les fonctions de Lord Lieutenant de Tower Hamlets, et aboli en 1965, quand il a été fusionné avec celui de Lord Lieutenant du Middlesex pour devenir le Lord Lieutenant du Grand Londres.
- Hugh Grosvenor (1er duc de Westminster) 1er avril 1889 – 22 décembre 1899
- Alexander Duff (1er duc de Fife) 12 février 1900 – 12 janvier 1912[1]
- Robert Crewe-Milnes (1er marquis de Crewe) 24 juin 1912 – 5 juillet 1944
- Gerald Wellesley (7e duc de Wellington) 5 juillet 1944 – 13 septembre 1949
- Archibald Wavell 13 septembre 1949 – 24 mai 1950
- Alan Brooke 23 août 1950 – 25 avril 1957
- Harold Alexander 17 mai 1957 – 1965